# Início-lento
O método de início-lento, no contexto da transmissão de dados com o protocolo TCP, é uma técnica de controlo de congestionamento que consiste em iniciar uma conexão com um débito reduzido, e ir aumentando o débito até o emissor começar a deixar de receber confirmações (ACK) dos pacotes enviados, i.e., até se começarem a perder pacotes.